# North Redington Beach
North Redington Beach és una població dels Estats Units a l'estat de Florida. Segons el cens del 2000 tenia 1.474 habitants.

## Demografia
Segons el cens del 2000, North Redington Beach tenia 1.474 habitants, 804 habitatges, i 463 famílies. La densitat de població era de 1.897 habitants/km².
Dels 804 habitatges en un 8,6% hi vivien nens de menys de 18 anys, en un 50,9% hi vivien parelles casades, en un 4,7% dones solteres, i en un 42,3% no eren unitats familiars. En el 35,6% dels habitatges hi vivien persones soles el 21,5% de les quals corresponia a persones de 65 anys o més que vivien soles. El nombre mitjà de persones vivint en cada habitatge era d'1,83 i el nombre mitjà de persones que vivien en cada família era de 2,31.
Per edats la població es repartia de la següent manera: un 8,2% tenia menys de 18 anys, un 2,5% entre 18 i 24, un 18% entre 25 i 44, un 31,5% de 45 a 60 i un 39,8% 65 anys o més.
L'edat mediana era de 58 anys. Per cada 100 dones de 18 o més anys hi havia 83,6 homes.
La renda mediana per habitatge era de 46.196 $ i la renda mediana per família de 60.855 $. Els homes tenien una renda mediana de 52.206 $ mentre que les dones 35.114 $. La renda per capita de la població era de 40.066 $. Entorn del 0,9% de les famílies i el 4,2% de la població estaven per davall del llindar de pobresa.

## Poblacions més properes
El següent diagrama mostra les poblacions més properes.